# CCTV-14
CCTV-14 est la chaîne jeunesse du service public chinois. Elle appartient au réseau de la Télévision centrale de Chine. La chaîne a été créée le 28 décembre 2003 après la séparation de CCTV-7.

## Diffusion
La chaîne est diffusée de 6 h à minuit.